# Museu Nacional Centro de Arte Reina Sofia

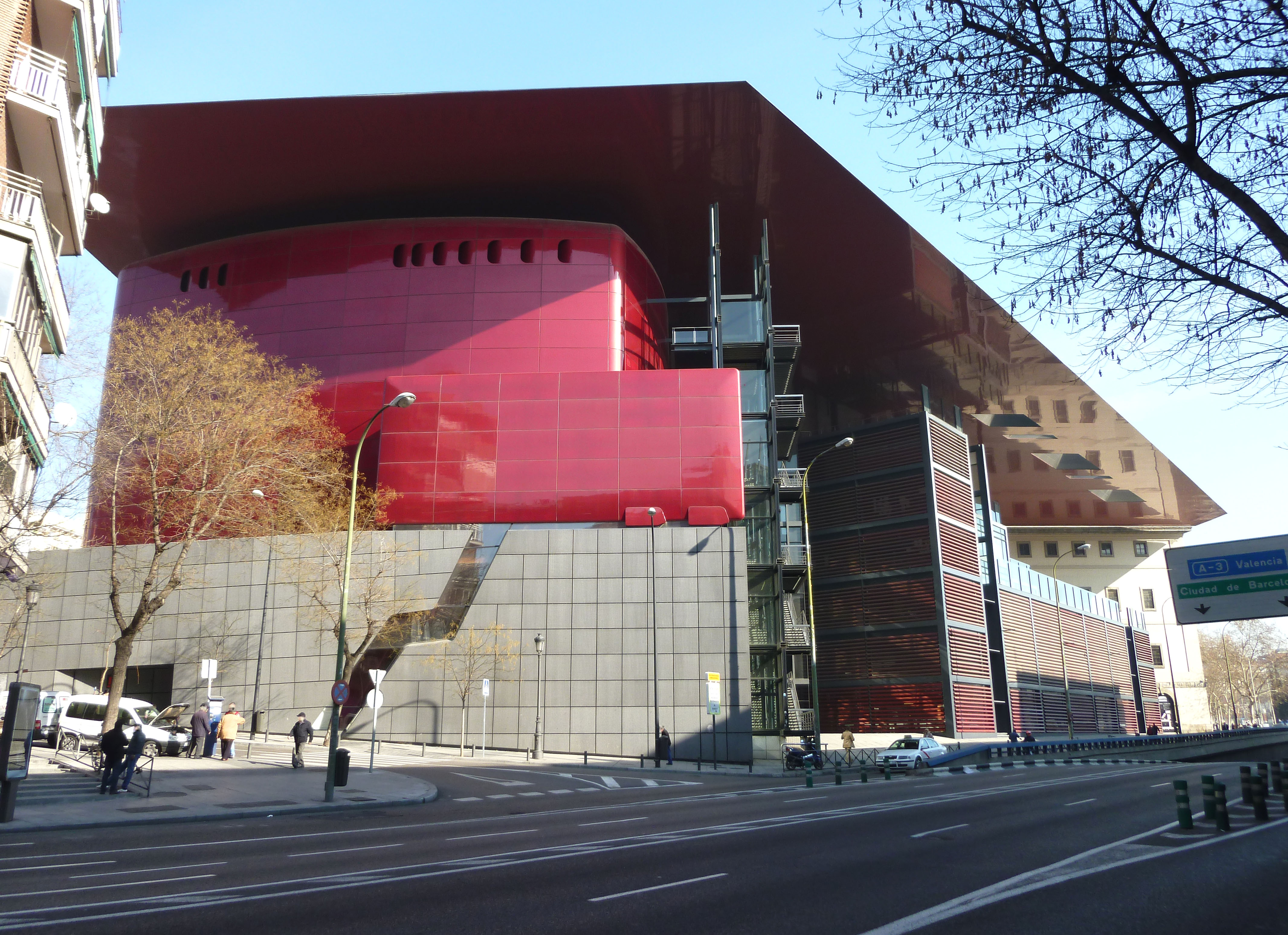
Amplificação.

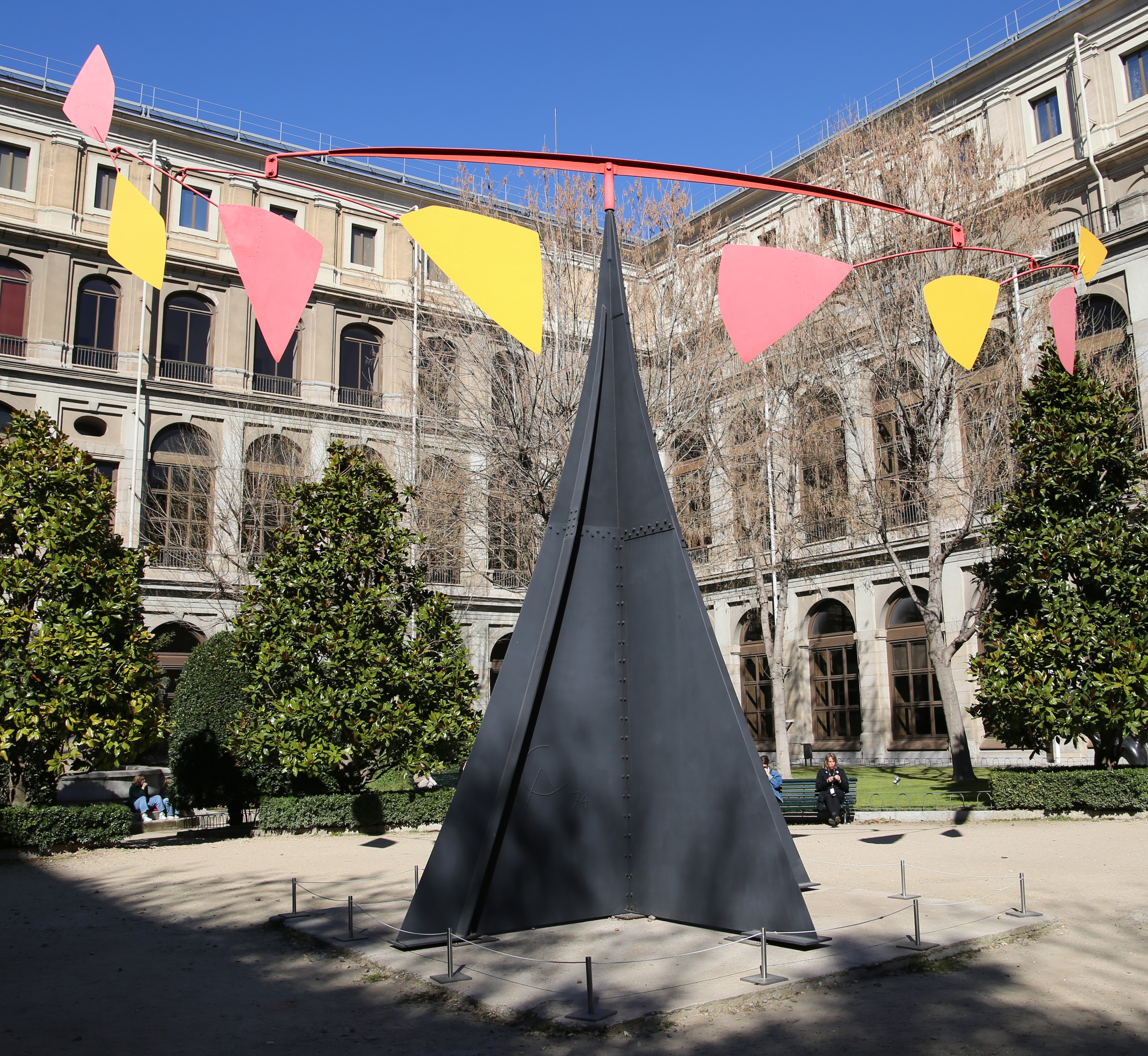
Mobile (Calder). Pátio do museu.

O Museu Nacional Centro de Arte Reina Sofia é um dos mais importantes museus de arte moderna espanhóis. Coloquialmente denominado por Centro de Arte Moderna Reina Sofia, foi inaugurado oficialmente a 10 de Setembro de 1992 e, o seu nome presta homenagem à Rainha Sofia, rainha consorte de Espanha.

## Localização
Instituição autónoma, mas dependente do Ministério da Cultura, este museu localiza-se na capital espanhola, Madrid, na zona de Atocha, próximo à famosa estação de comboio. Este museu forma parte do conhecido "Triângulo de Ouro da Arte de Madrid" - que inclui o Museu do Prado e o Museu Thyssen-Bornemisza -, localizando-se no denominado vértice sul.

## História
O edifício principal constituía um austero e antigo hospital setecentista, projectado primeiramente por José de Hermosilla e, posteriormente, pelo arquitecto Francesco Sabatini.  Em 1980, se realizam novas extensões e grandes renovações e, em 1988, oito anos mais tarde, parte do museu foi aberta ao público. Este ano foi de grande importância para o museu, pois foi decretado museu nacional.
Em dezembro de 2001, o museu iniciou a sua última remodelação e grande amplificação, conduzida pelo francês Jean Nouvel. A nova área foi inaugurada a 26 de Setembro de 2005.

## As Colecções
Actualmente, o museu alberga com excelentes colecções de arte do século XX, sendo considerado um dos melhores e mais importantes museus de arte moderna de toda a Europa.
Destacam-se das colecções, as obras dos geniais Pablo Picasso, Salvador Dalí, Juan Miró e Eduardo Chillida. Para além destes, o museu conta com obras de Juan Gris, Eusebio Sempere, Julio González, Pablo Palazuelo, Antoni Tàpies, Lucio Muñoz, Jorge Oteiza, José Luis Gutiérrez Solana, Pablo Gargallo e Pierre Bonnard, Kandinsky, Georges Braque, Jacques Lipchitz, Joseph Beuys, Yves Klein, Wolf Vostell, Nam June Paik, Mark Rothko, Roy Lichtenstein, Francis Bacon, entre outros.
A obra de maior destaque no museu é, sem dúvida, Guernica, um dos mais conhecidos quadros do espanhol Pablo Picasso. Outras obras famosas, Forma, uma excepcional escultura de Mateo Inurria, Sem Título, uma bonita obra surrealista concebida por Eusebio Sempere, Espírito dos pássaros, uma enigmática e contraditória escultura de Eduardo Chillida, O Grande Masturbador, uma das melhores pinturas de Salvador Dalí, e Dançarina Espanhola e Caracol, mulher, flor e toalha, duas conhecidas obras do surrealista Juan Miró.
Para além de tudo isto, o museu conta com uma excelsa biblioteca especializada em arte, que alberga mais de 100 000 livros e documentos, 3 500 gravações sonoras e cerca de mil vídeos.

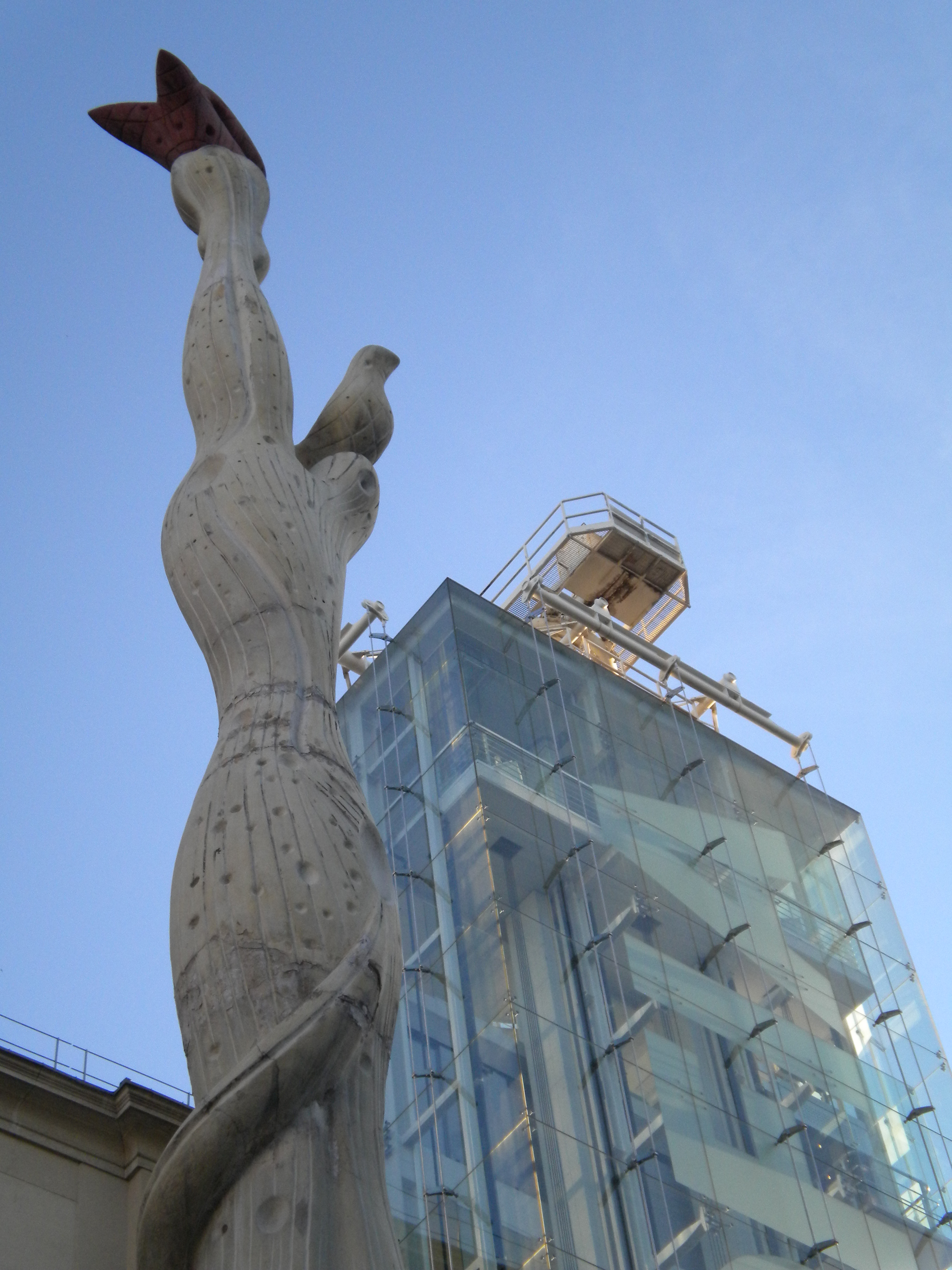
Museu Nacional Centro de Arte Reina Sofia.

## Obras Notáveis no Museu

### Eusebio Sempere
- Sem Título

### Juan Miró
- Dançarina Espanhola
- Caracol, mulher, flor e toalha
- Paisagem
- Pássaro lunar
- Mulher e peixe na noite
- Mulher em transe
- Retrato II
- Homem com cachimbo

### Picasso
- Guernica
- Mulher sentada acordada
- Estudo para cabeça de cavalo
- Cabeça de cavalo
- A Mulher de Azul
- Instrumentos musicais sobre uma mesa
- O artista e a modelo
- Figura
- Mulher no Jardim
- Mãe com menino morto
- Mulher sentada num sofá cinzento
- Mulher com lenço chorando
- Minotauro acariciando uma mulher adormecida
- Mulher com vaso
- Natureza Morta

### Jacques Lipchitz
- Escultura

### Eduardo Chillida
- Espírito dos pássaros
- Mesa de Omar Khayyam II
- O Pente do vento I

### Salvador Dalí
- O Grande Masturbador
- Monumento imperial a um pequena menina
- O homem invisível
- Auto-retrato cubista
- Retrato de Luis Buñuel
- Rapariga na janela
- Arlequim
- Quatro mulheres de pescadores

### Pablo Gargallo
- O grande profeta
- Estudo de profeta

### José Clara
- Vida interior

### Juan Gris
- Natureza morta frente ao armário
- A cantora
- Violão e guitarra
- Guitarra em frente ao mar
- Retrato de Jossette

### Benjamín Palencia
- Maçãs de areia
- Tauromaquia
- Pedras caindo na paisagem

### Rafael Barradas
- Atocha

### Mateo Inurria
- Forma